# Eilidh McIntyre
Eilidh McIntyre (Hayling Island, 4 de junho de 1994) é uma velejadora britânica, medalhista olímpica.

## Carreira
McIntyre participou dos Jogos Olímpicos de Verão de 2020 em Tóquio, onde participou da classe 470, conquistando a medalha de ouro ao lado de Hannah Mills após finalizar a série de treze regatas com 38 pontos.